# アルトゥル・ローゼンベルク

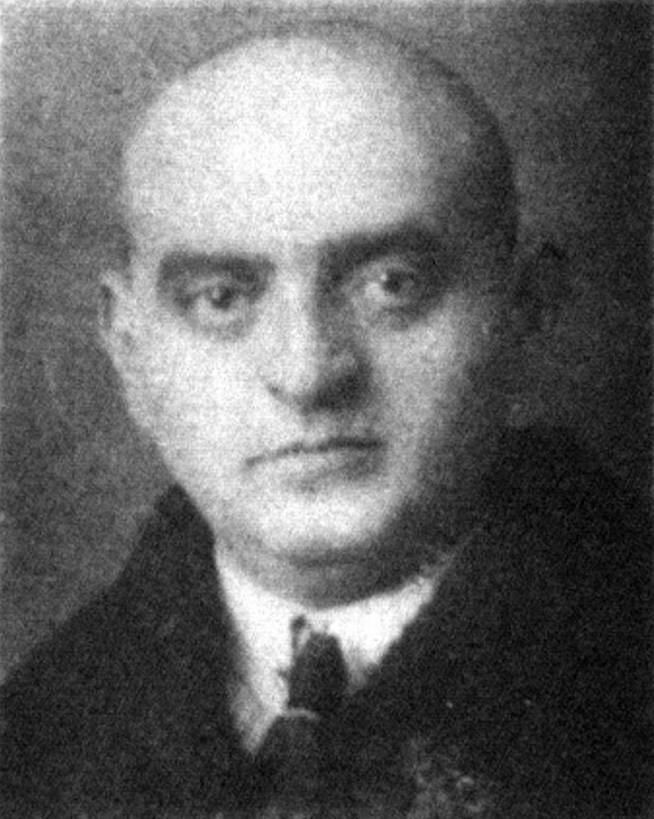
ローゼンベルク（1924年）

アルトゥル・ローゼンベルク（ドイツ語: Arthur Rosenberg、1889年12月19日 - 1943年2月7日）は、ドイツの歴史家・政治家。

## 生涯
ベルリンで生まれる。ベルリン大学で古代史の碩学エドゥアルト・マイヤーの教えを受け、古代史と考古学を学び、第一次世界大戦直前の1913年に博士論文「古代イタリア国家　- ラテン人・エスケ人・エトルリヤ人の原始的な政治構造に関する研究」で学位を取る。ベルリン大学での教授資格を得て1930年-1933年ベルリン大学で古代史を講じた。
1918年の十一月革命後、ドイツ独立社会民主党に入党。ドイツ共産党と合同したあとはベルリン市議会議員、1924年-1928年国会議員、1928年離党。
ナチスのユダヤ人排斥のためにイギリスに亡命した。
1938年からブルックリン大学の教授。
1955年、第一次世界大戦の敗因に関するドイツ国会での調査活動をもとに「ワイマール共和国の成立と歴史」（1928/33年の著書の合本）が出版された。

## 著書
- Demokratie und Klassenkampf im Altertum. Bielefeld 1921. Neuauflage Ahriman Verlag, Freiburg 2007, ISBN 978-3-8948-4810-1.
- Die Entstehung der deutschen Republik 1871–1918. Berlin 1928
- Entstehung und Geschichte der Weimarer Republik. 1928–1935
- Geschichte des Bolschewismus: Von Marx bis zur Gegenwart. Berlin 1932 (auch englisch, italienisch, norwegisch, hebräisch und französisch)
- Der Faschismus als Massenbewegung: sein Aufstieg und seine Zersetzung. Karlsbad 1934
- Geschichte der deutschen Republik. Karlsbad 1935
- Demokratie und Sozialismus. Amsterdam 1938
- Demokratie und Klassenkampf. 1938 (auch englisch)

### 邦訳
- 野村修・訳『ボルシェヴィズムの歴史』（1968年、晶文社）
- 足利末男・訳『ヴァイマル共和国成立史　―　1871-1918』（1969年、みすず書房）
- 吉田輝夫・訳『ヴァイマル共和国史』（1970年、東邦出版社）
- 田口富久治、西尾孝明・訳『民主主義と社会主義　近代ヨーロッパの政治史』（1968年、青木書店）